# Underdog
Underdog — це третій сингл з альбому West Ryder Pauper Lunatic Asylum, британського рок-гурту «Kasabian». Сингл вийшов у 2009 році. Жанр: Альтернативна музика/інді, French Indie, Танцювальна/електронна музика.

## Трек-лист
- Digital EP

1. "Underdog" — 4:36
2. "Julie & The Mothman" — 5:38
3. "Underdog (Sasha Remix)" — 10:27